# Lise Lennert Olsen
Lise Lennert Olsen (geb. Lennert; * 24. Juli 1959 in Sisimiut; † 12. August 2019 in Nuuk) war eine grönländische Beamtin und Lehrerin.

## Leben
Lise Lennert Olsen war die Tochter des Hausmeisters Otto Lennert (1935–?) und der Lehrerin und Richterin Sofie Heilmann (* 1940). Sie war das älteste von sechs Kindern. Sie besuchte die Realschule in ihrer Heimatstadt Sisimiut, die sie 1976 abschloss. Anschließend zog sie nach Dänemark, um die Kathedralschule in Viborg zu besuchen. Nach ihrem Abschluss im Jahr 1980 begann sie Eskimologie zu studieren, erst an der Universität Aarhus, dann an der Universität Kopenhagen, die sie 1987 als cand. phil. verließ. 1986 heiratete sie den späteren Politiker Johan Lund Olsen (* 1958), mit dem sie drei Kinder bekam. Die Ehe wurde später geschieden und sie heiratete den Flugzeugmechaniker Frank Nielsen.
Nach dem Studium wurde sie 1987 Lehrerin an der Knud Rasmussenip Højskolia in Sisimiut. Von 1991 bis 1992 war sie dort auch kommissarische Leiterin. 1993 wurde sie als Forschungskoordinatorin bei der Regierung angestellt. Von 1994 bis 1999 war sie Bürochefin für weiterführende Bildung. Anschließend war sie kurzzeitig Gymnasiallehrerin in Nuuk. Nach einem Fortbildungsjahr an Danmarks Pædagogiske Universitet 2000/01 wurde sie im Februar 2002 Abteilungschefin für Bildung bei der Regierung. Nur wenige Monate später wurde sie im Juni 2002 zur Direktorin ernannt und nach der Umstrukturierung der Verwaltung 2008 zur Departmentschefin des Ministeriums für Bildung, Kultur, Forschung und Kirche. 2011 wechselte sie ins Ministerium für Familie, Kultur, Kirche und Gleichberechtigung. 2013 wurde sie wieder Leiterin der Knud Rasmussenip Højskolia. 2017 wurde sie Personalchefin in der Ökonomie- und Personalverwaltung und 2018 ebendort Verwaltungschefin. Sie verstarb ein Jahr später im Alter von 60 Jahren an einer Krebserkrankung.

## Werke
- 1987: Lidt om grønlandske børns sprog
- 1988: Grønlandsk tilhængsliste (mit Birgitte Hertling)
- 2011: Grønlandsk tilhængsliste (mit Birgitte Hertling, 2. überarbeitete Ausgabe)